# 에리트레아의 국장

에리트레아의 국장

에리트레아의 국장은 1993년 5월 24일 에티오피아로부터 독립하면서 제정되었다. 국장 가운데에는 단봉낙타가 그려져 있으며 올리브 가지가 국장 전체를 감싸고 있다.
국장 아래쪽에 있는 파란색 리본에는 에리트레아의 공식 명칭인 "에리트레아국"("ሃገረ ኤርትራ, Hagere Ertra", "The State of Eritrea", "دولة إرتريا،, Dawlat Iritriya")이 왼쪽에서 오른쪽으로 티그리냐어, 영어, 아랍어로 쓰여져 있다.

## 역대 에리트레아의 국장

이탈리아의 식민지 시기의 문장 (1919년 ~ 1926년)
이탈리아의 식민지 시기의 문장 (1926년 ~ 1941년)
이탈리아의 식민지 시기의 문장 (1941년 ~ 1952년)
에티오피아의 지배 당시의 문장 (1952년 ~ 1962년)

## 같이 보기
- 에리트레아의 국기